# Фигейра Чемпионс Классик
Фигейра Чемпионс Классик (порт. Figueira Champions Classic) — шоссейная однодневная велогонка, проходящая по территории Португалии с 2023 года.

## История
Гонка была создана в 2023 году и сразу вошла в календарь Европейского тура UCI получив категорию 1.1. Дебютная гонка получила положительные отзывы, что позволило ей повысить свою категорию до 1.Pro и в 2024 году войти в календарь ПроСерии UCI.
Старт и финиш гонки располагается в городе Фигейра-да-Фош (регион Центр). Трасса условно состоит из двух частей. Сначала следует относительно равнинный участок не менее 100 км по близлежащим окрестностям округа Коимбра. А затем 2-3 круга по 30 км каждый из которых включает два коротких (не более 2,5 км) и крутых (средний градиент 8-9%) подъёма. Суммарный набор высоты превышает 2000 метров. Общая протяжённость дистанции составляет чуть меньше 200 км.
Проводится за несколько дней до старта многодневки Волта Алгарви.

## Призёры
| Год  | Победитель      | Второй          | Третий             |
| ---- | --------------- | --------------- | ------------------ |
| 2023 | Каспер Педерсен | Руне Херрегодтс | Марин ван ден Берг |
| 2024 | Ремко Эвенепул  | Вито Брает      | Симоне Веласко     |
| 2025 | Антонио Моргадо | Поль Манье      | Матиас Вацек       |